# Viola scotophylla
Viola scotophylla là một loài thực vật có hoa trong họ Hoa tím. Loài này được Jord. miêu tả khoa học đầu tiên.